# Patricia Sornosa
Patricia Sornosa (Manises, 1977) és una humorista, actriu, directora de teatre i dramaturga espanyola. El seu humor es caracteritza pel seu estil combatiu feminista.

## Trajectòria
Sornosa es va formar en Magisteri musical i té el títol de Grau Mitjà de solfeig i piano. Va completar la seva formació amb cursos d'interpretació, guió i improvisació. Va començar la seva carrera de teatre al 2002, quan tenia vint-i-cinc anys, amb el grup de teatre amateur Artal teatre. A partir de 2004, va començar a escriure i a protagonitzar obres d'humor amb dues companyes, Bàrbara Lara i Mónica Zamora. Les tres van crear un grup de cafè teatre amb el nom de Superpuestas.
Entre les obres que va realitzar en aquesta etapa destaquen "Nos lo montamos solas" i "Esquizoféminas", que van ser finalistes del VI i VII Concurs de Cafè Teatre València i del VIII Festival de petit teatre de Radio City. En 2009 es va iniciar com a directora de les seves obres, entre elles "Camarons desesperados", "Réquiem pera Damien", "Amortajados" i "Patatas viudas". A més, ha participat amb els seus monòlegs al canal de televisió Comedy Central de Paramount Comedy i al programa Late motiv d'Andreu Buenafuente.
L'any 2016, va guanyar el 2n Premi, el Premi del públic i el de Millor interpretació al Concurs Circuit Cafè Teatre València amb el seu espectacle "Género fresco".

## Premis i reconeixements
- Guanyadora del primer premi del jurat i premi al millor guió al XVI Concurs Circuit Cafè Teatre València 2017.[9]
- Guanyadora del segon premi del jurat, premi a millor interpretació i premi del públic en el XV Concurs Circuit Cafè Teatre València 2016.[10]
- Segon premi de la V edició dels premis Òpera de Comèdia 2016.[10]
- Tercer premi al II Concurs de monòlegs “El monstruo de la comedia” de Leganés 2015.[11]
- Segon premi al IV Concurs de monòlegs de la Chocita del Loro 2015.[10]
- Guanyadora del V Certamen Nacional de Monòlegs de Tomelloso 2014.[12]
- Primer premi al II Festival de teatre amateur “Ciudad de Bétera” al 2011 per "Camarones deseperados".[3][13]